# 자스민 (디즈니 캐릭터)
자스민(Jasmine)은 월트 디즈니 픽처스의 캐릭터이자 여섯 번째 디즈니 프린세스이다. 1992년 애니메이션 영화 《알라딘》에서 첫 등장했다. 천일야화의 알라딘과 마법의 램프 이야기에 등장하는 바드룰바두르 공주를 모티브로 창작된 캐릭터이다.주먹왕 랄프2에서 공주들의 대기실에서 다른 디즈니 공주(픽사 공주도 들어가지만)과 대기하는 모습을 보였다.

## 출연 작품

### 애니메이션
- 《알라딘》 (1992)
- 《자파의 귀환》 (1994)
- 《알라딘》 (1994-96)
- 《알라딘과 도적의 왕》 (1996)
- 《주먹왕 랄프 2: 인터넷 속으로》 (2019)
- 《리틀 프린세스 소피아》

### 실사 작품
- 《알라딘》 (2019)